# Пластификатор (строительство)
Пластификатор — поверхностно-активная добавка, добавляемая в строительные растворы и бетонные смеси (0,15…0,3 % от массы вяжущего вещества) для облегчения укладки в форму и снижения содержания воды (см. Водоцементное соотношение). Добавление пластификатора улучшает большинство характеристик затвердевшей смеси, а также позволяет снизить расход цемента, уменьшить энергозатраты при вибрировании бетона (самоуплотняющиеся смеси) или разравнивании стяжек (наливные самовыравнивающиеся смеси для полов).
Широко используемый пластификатор этого типа — сульфитно-спиртовая барда. Позже были созданы супер- и гиперпластификаторы с меньшими дозировками, а также противоморозными, воздухововлекающими и другими полезными свойствами.